# クラリントン
クラリントン（英: Clarington）は、カナダのオンタリオ州ダラム地域の市である。人口は約84.5千人。
1973年にボウマンビル、クラーク、ダーリントンが合併して創設された。創設当初はニューキャッスルと言う名であったが、混乱を避けるため1994年に改称された。クラリントンはクラーク、ダーリントンを合わせた混成語である。ボウマンビルが市内最大の町であり、市庁が置かれている。
グレータートロントの最東端で、オシャワと合わせた国勢調査都市区分になっている。市内にダーリントン原子力発電所、カナディアンタイヤ・モスポート・パークがある。

## 対外関係

### 姉妹都市・提携都市
提携都市
-  新城市（日本国 中部地方 愛知県）- ニューキャッスル地区と提携

## 交通

### 鉄道
- VIA鉄道
- GOトランジット

### 高速道路
- 400番台オンタリオ・ハイウェイ
  - ハイウェイ401号線 (Highway 401)

### バス
- ダラム地域交通局（Durham Region Transit）